# ريتشارد بريتمان
ريتشارد ديفيد بريتمان، من مواليد عام 1947، هو مؤرخ أمريكي اشتهر بدراسته للمحرقة.

## التعليم والوظيفة
حصل بريتمان على درجة البكالوريوس من كلية ييل (1969)، وماجستير من جامعة ييل، وشهادة الدكتوراه. من جامعة هارفارد. أمضى معظم حياته المهنية في قسم التاريخ في الجامعة الأمريكية في واشنطن العاصمة، حيث التحق بالكلية عام 1976، وأصبح أستاذاً عام 1985 وأستاذًا متميزًا في عام 2011.